# Diocesi di Borongan
La diocesi di Borongan (in latino Dioecesis Boronganensis) è una sede della Chiesa cattolica nelle Filippine suffraganea dell'arcidiocesi di Palo. Nel 2023 contava 472.168 battezzati su 477.168 abitanti. È retta dal vescovo Crispin Barrete Varquez.

## Territorio
La diocesi comprende la provincia filippina di Eastern Samar sull'isola di Samar.
Sede vescovile è la città di Borongan, dove si trova la cattedrale della Natività di Maria Vergine.
Il territorio si estende su 4.340 km² ed è suddiviso in 34 parrocchie.

## Storia
La diocesi è stata eretta il 22 ottobre 1960 con la bolla Quod sacri Calbayogani di papa Giovanni XXIII, ricavandone il territorio dalla diocesi di Calbayog. Originariamente era suffraganea dell'arcidiocesi di Cebu.
Il 5 dicembre 1974 ha ceduto una porzione del suo territorio a vantaggio dell'erezione della diocesi di Catarman.
Il 15 novembre 1982 è entrata a far parte della provincia ecclesiastica dell'arcidiocesi di Palo.

## Cronotassi dei vescovi
Si omettono i periodi di sede vacante non superiori ai 2 anni o non storicamente accertati.
- Vicente Posada Reyes † (19 gennaio 1961 - 8 agosto 1967 nominato vescovo di Cabanatuan)
- Godofredo Pedernal Pisig † (26 febbraio 1968 - 18 settembre 1976 dimesso)
- Sincero Barcenilla Lucero † (8 marzo 1977 - 10 dicembre 1979 nominato vescovo di Calbayog)
- Nestor Celestial Cariño † (12 agosto 1980 - 31 gennaio 1986 dimesso)
- Leonardo Yuzon Medroso (18 dicembre 1986 - 17 ottobre 2006 nominato vescovo di Tagbilaran)
- Crispin Barrete Varquez, dal 4 agosto 2007

## Statistiche
La diocesi nel 2023 su una popolazione di 477.168 persone contava 472.168 battezzati, corrispondenti al 99,0% del totale.
| anno | popolazione | popolazione | popolazione | presbiteri | presbiteri | presbiteri | presbiteri                | diaconi | religiosi | religiosi | parrocchie |
| anno | battezzati  | totale      | %           | numero     | secolari   | regolari   | battezzati per presbitero | diaconi | uomini    | donne     | parrocchie |
| ---- | ----------- | ----------- | ----------- | ---------- | ---------- | ---------- | ------------------------- | ------- | --------- | --------- | ---------- |
| 1970 | 358.203     | 388.304     | 92,2        | 44         | 44         |            | 8.140                     |         |           | 23        | 34         |
| 1980 | 304.831     | 311.053     | 98,0        | 36         | 35         | 1          | 8.467                     |         | 1         | 19        | 28         |
| 1990 | 431.216     | 448.449     | 96,2        | 36         | 34         | 2          | 11.978                    |         | 2         | 31        | 27         |
| 1999 | 398.053     | 427.053     | 93,2        | 53         | 48         | 5          | 7.510                     |         | 5         | 36        | 29         |
| 2000 | 398.053     | 427.053     | 93,2        | 54         | 49         | 5          | 7.371                     |         | 5         | 33        | 29         |
| 2001 | 398.053     | 427.053     | 93,2        | 54         | 49         | 5          | 7.371                     |         | 5         | 36        | 29         |
| 2002 | 398.053     | 427.053     | 93,2        | 47         | 42         | 5          | 8.469                     |         | 5         | 35        | 29         |
| 2003 | 398.522     | 427.053     | 93,3        | 50         | 45         | 5          | 7.970                     |         | 5         | 35        | 29         |
| 2004 | 398.552     | 427.053     | 93,3        | 47         | 42         | 5          | 8.479                     |         | 5         | 29        | 30         |
| 2006 | 414.000     | 442.000     | 93,7        | 57         | 52         | 5          | 7.263                     |         | 5         | 33        | 30         |
| 2012 | 465.000     | 496.000     | 93,8        | 67         | 61         | 6          | 6.940                     |         | 6         | 63        | 32         |
| 2015 | 490.000     | 522.000     | 93,9        | 72         | 66         | 6          | 6.805                     |         | 6         | 65        | 32         |
| 2018 | 475.011     | 490.645     | 96,8        | 79         | 73         | 6          | 6.012                     |         | 8         | 70        | 33         |
| 2020 | 479.000     | 484.000     | 99,0        | 79         | 70         | 9          | 6.063                     |         | 17        | 42        | 33         |
| 2022 | 491.000     | 496.000     | 99,0        | 80         | 71         | 9          | 6.137                     |         | 17        | 42        | 33         |
| 2023 | 472.168     | 477.168     | 99,0        | 79         | 72         | 7          | 5.976                     |         | 15        | 42        | 34         |